# 石小梅
石小梅（1949年—），江蘇蘇州人，中国昆曲表演艺术家，江蘇省崑劇院一級演員，

## 生平
1960年考入江蘇省戲劇學校，原工旦、貼，後改工小生。江蘇省戲劇學校畢業後，進入江蘇省崑劇院，在江蘇省蘇崑劇團，先任旦角演員，1979年改從沈傳芷先生學小生。1982年同時拜沈傳芷、周傳瑛、俞振飛先生三位名家為師。
在2011年，成立了石小梅崑曲工作室，發行《石小梅從藝五十周年唱段精選》的個人專輯；後復排《桃花扇》並赴美演出。
與江蘇省演藝集團崑劇院合作，創作全新的《紅樓夢》系列折子戲，排演了《別父》《胡判》《識鎖》《讀曲》《花語》等劇目。
2013年開始，連續以“春風上巳天”為演出季品牌（此為崑曲《桃花扇》中的一句唱詞），在北京與南京的演出。應北京大學的邀請，參演精華版的《牡丹亭》，紀念湯顯祖和莎士比亞逝世400週年的活動。

## 傳統劇目
- 全本《白羅衫》共4折《井遇》《庵會》《看狀》《詰父》

## 折子戲
- 《牡丹亭·拾畫叫畫》
- 《桃花扇·題畫》
- 《西樓記·玩箋錯夢》
- 《西樓記·拆書》
- 《玉簪記·琴挑》
- 《玉簪記·秋江》
- 《牧羊記·望鄉》
- 《浣紗記·寄子》
- 與現代實驗劇團“進念二十面體”，共同合作演出《弗洛伊德的情與事》《舞台姐妹》《荒山淚》《臨川四夢湯顯祖》《宮祭》等劇目。[1]

## 獲獎
- 榮獲第五屆中國戲劇梅花獎。
- 獲得第八屆文華表演獎。
- 首屆江蘇省紫金文華獎章榮譽獎。[3]

## 家庭
石小梅的丈夫張弘，為一級編劇，二人共同編創完成的代表劇目有《白羅衫》和《桃花扇》。

## 外部連結
- 石小梅的新浪微博
- 石小梅昆曲工作室豆瓣小站 （页面存档备份，存于）